# .NET Framework 3.0
.NET Framework 3.0, der tidligere hed WinFX, blev frigivet 21. november 2006. Det inkluderer et nyt sæt af managed code APIer, som Microsoft introducerede i sit operativsystem, Windows Vista til at erstatte det daværende Windows API. Det eksisterende Windows API blev stadig holdt tilgængelig i Vista, men blev ikke sideløbene opdateret til at give adgang til den nye funktionalitet, der blev introducet sammen med .NET Framework 3.0. 
Formålet med .NET Framework 3.0 er at give programmørerne et fælles klassebibliotek, uanset hvilket af Microsofts programmeringssprog der anvendes. Det er altså muligt at udvikle moduler i forskellige sprog, som har mulighed for at arbejde sammen, da de anvender de samme baseklasser, og kompileres til samme objektkode, kaldet CIL.
Microsofts .NET Framework 3.0 tilføjer funktionalitet med følgende nye hovedkomponenter: 
- Windows Presentation Foundation (WPF), med kodenavnet Avalon; et nyt brugergrænseflade-system og API baseret på XML og vektorgrafik, der bruger 3D-grafikhardware og Direct3D-teknologier.
- Windows Communication Foundation API, tidligere kendt under kodenavnet Indigo; et service-orienteret besked-system, der tillader programmer at arbejde sammen lokalt eller via netværk, på linje med web services.
- Windows Workflow Foundation (WF) tillader opbygning af automatiserede arbejdsgange og integrerede transaktioner ved brug af workflows.
- Windows CardSpace, tidligere kendt under kodenavnet InfoCard; en software komponent som lagrer en persons digitale identitet sikkert og tilbyder en ensartet grænseflade til at vælge identitet for en bestemt transaktion, såsom at logge ind på et website.

.NET Framework 3.0 findes også til Windows XP og Windows Server 2003, for at forøge antallet af computere der vil være i stand til at køre programmer der er baseret på .NET Framework 3.0.